# Rafael Ángel Madrigal
Rafael Ángel Madrigal   (San José, 4 de novembre de 1902 - 1985), conegut amb el sobrenom Macho Madrigal, fou un futbolista costa-riqueny de la dècada de 1920.
Durant tota la seva carrera defensà els colors del Club Sport La Libertad. També jugà professionalment a Cuba i Nova York. Amb la selecció de Costa Rica jugà el 1921 i 1930. Fou l'autor del primer gol de la selecció el 1921. A més fou l'autor del primer gol del campionat costa-riqueny el 3 de juliol de 1921.